# Aleksandr Pantelejev
Aleksandr Pantelejev (russisk: Александр Петрович Пантелеев) (født 14. juli 1874 i Novotjerkassk i det Russiske Kejserrige, død 1948 i Sankt Petersborg i Sovjetunionen) var en sovjetisk filminstruktør.

## Filmografi
- Tjudotvorets (Чудотворец, 1922)[1][2]